# Marcel Stecker
Marcel Stecker (n. 28 noiembrie 1924, Praga, Cehoslovacia – d. 14 august 2011) a fost un pictor, ilustrator⁠(d), grafician și profesor ceh, care a ilustrat un număr mare de cărți și de reviste pentru copii și tineret și a realizat materiale grafice promoționale.

## Biografie
S-a născut în 28 noiembrie 1924 la Praga. A urmat studii artistice la Școala de Arte Aplicate din Praga⁠(d), sub îndrumarea profesorului⁠(d) František Tichý⁠(d), și a absolvit în anul 1951. Începând din 1954 a condus studioul artistic al companiei editoriale și de promovare Merkur și a lucrat ca ilustrator⁠(d) de cărți pentru copii și tineret pentru editurile SNDK⁠(d) (redenumită Albatros în 1969), Mladá fronta⁠(d) și Panorama⁠(d), precum și ca ilustrator al unor reviste pentru copii ca Mateřídouška⁠(d) și Sluníčko⁠(d). A activat, de asemenea, în domeniul graficii aplicate și al filmelor de animație, realizând materiale grafice promoționale. Ilustrațiile pline de umor ale lui Stecker au decorat un număr mare de cărți pentru copii: basme, cărți de povești cu animale și cărțile polițiste în stilul lui Sherlock Holmes ale lui Rudolf Čechura⁠(d).
Marcel Stecker a participat cu lucrări la numeroase expoziții interne și străine, printre care: expozițiile de grafică aplicată de la Galeria „Jaroslav Fragner” din Praga (în anii 1970), expozițiile sindicale pentru Anul Internațional al Copilului din 1979, care au avut loc la Praga, Olomouc, Mělník și în alte localități, expozițiile editurii Albatros (specializate în publicarea de cărți pentru copii și tineret) etc. În perioada 1975–1981 a ținut prelegeri despre istoria artei la Facultatea de Jurnalism⁠(d) a Universității Caroline, pregătindu-i pe viitorii specialiști în domeniul publicității. A decedat la 14 august 2011.

## Cărți ilustrate

### Literatura cehă și slovacă
- Peter Brežný: V sobích krajoch (1961).
- Rudolf Čechura⁠(d): Abeceda důvtipu (Albatros, 1979).
- Rudolf Čechura⁠(d): Robot na scestí (1988).
- Rudolf Čechura⁠(d): 5 případů Sherlocka Holmese (1990).
- Břetislav Hartl⁠(d): Fotografie pro Aristotela: prvá setkání s filosofií (1964).
- Vítězslav Houška⁠(d): 136 briliantů (1963).
- Svatopluk Hrnčíř⁠(d): Sedm sněhuláků (Albatros, 2006).
- Jan Kloboučník⁠(d): Cesta do zahrady divů (Mladá fronta, 1963).
- František Kožík⁠(d): Pírinka (Knižní klub, 1994).
- Dagmar Lhotová⁠(d): Čtení a hraní k uzdravování (Portál, 1999).
- Věra Provazníková⁠(d): Vousy od medu (1982).
- Peter Režný: V zemi sobů (1963).
- Vladimír Thiele⁠(d): Báchorky Admirála Machorky (1966).
- Vladimír Thiele⁠(d): Krásné léto v Orlím srubu (SNDK, 1966).
- Inna Veselá: Černobílé otazníky: Učebnice šachu pro mládež (Albatros, 1967).

### Literatura universală
- Richmal Crompton⁠(d): Jirka a špion (BBart, 2001).
- Richmal Crompton⁠(d): Jirka a Vánoce (BBart, 2002).
- Richmal Crompton⁠(d): Jirka dvojčetem (BBart, 2002).
- Richmal Crompton⁠(d): Jirkův napravuje křivdy (BBart, 2000).
- Richmal Crompton⁠(d): Jirka na stopě (2000).
- Richmal Crompton⁠(d): Jirkův perný den (BBart, 1999).
- Richmal Crompton⁠(d): Jirka, postrach rodiny (Knižní klub, 1998).
- Richmal Crompton⁠(d): Jirka v hlavní roli (BBart, 1999).
- Richmal Crompton⁠(d): Jirka v ráži (Albatros, 1989).
- Richmal Crompton⁠(d): Jirka vynálezcem (BBart, 2001).
- Richmal Crompton⁠(d): Jirka za školou (BBart, 1999).
- Richmal Crompton⁠(d): Zase ten Jirka! (Albatros, 1994).
- Branko Ćopić: Partyzánské příběhy (1962).
- Frații Grimm: Červená Karkulka [a jiné pohádky] (1981).
- Jānis Grīziņš⁠(d): Parta z Vraní ulice (Albatros, 1977).
- Ebba Haslund⁠(d): Vikingové z Bronských vršků (Albatros, 1981).
- Åke Holmberg⁠(d): Detektiv Sventon na poušti (Albatros, 2007).
- Åke Holmberg⁠(d): Detektiv Sventon se ujímá případu (Albatros, 2005).
- Åke Holmberg⁠(d): Detektiv Sventon v obchodním domě (Albatros, 2006).
- Cezar Petrescu: Lední medvěd Fram (Albatros, 1975).
- Edgar Allan Poe: Zlatý skarabeus a jiné povídky (1959).
- Romain Rolland: 14. červenec (1945), frontispiciu⁠(d).
- Gheorghi Sadovnikov⁠(d): Prodavač dobrodružství (Mladá fronta, 1972).
- Mark Twain: Milionová bankovka⁠(d) (1999).
- Mark Twain: Tom Sawyer na cestách⁠(d) (BBart, 1999).
- Mark Twain: Tom Sawyer detektivem⁠(d) (BBart, 1999).